# Награда Теди
Награда Теди (енгл. Teddy Award) је међународна филмска награда за филмове са ЛГБТ темама, коју додељује независни жири као званичну награду Берлинског филмског фестивала. Жири се углавном састоји од организатора геј и лезбијских филмских фестивала који прегледају филмове у свим категоријама на Берлиналеу, а затим праве списак филмова који задовољавају критеријуме да би се могли такмичити за награду. Награда Теди, која подразумева и новчану награду од 3.000 евра додељује се у три категорије, за најбољи играни, кратки и документарни филм. Награда је први пут додељена 1987. године, а први добитник је Педро Алмодовар за филм La ley del deseo са Антониом Бандерасом. Награда је званично постала дио Берлинског филмског фестивала 1992. године.

## Досадашњи победници
Ово је списак досадашњих победника у главним категоријама. Поред ових, често се додељују и посебне награде као и награде жирија које нису укључене у овај преглед.

### 1987.
- Најбољи играни филм: La ley del deseo
- Најбољи кратки филм: Five Ways to Kill Yourself и My New Friend

### 1988.
- Најбољи играни филм: Последњи из Енглеске
- Најбољи документарни филм: Rights and Reactions
- Најбољи документарни филм: Die Wiese der Sachen
- Најбољи кратки филм: Alfalfa

### 1989.
- Најбољи играни филм: Looking for Langston
- Најбољи филм: Fun Down There
- Најбољи документарни филм: Tiny and Ruby: Hell Divin' Women
- Најбољи документарни филм: Urinal

### 1990.
- Најбољи играни филм: Coming Out
- Најбољи документарни филм: Tongues Untied
- Најбољи кратки филм: Trojans

### 1991.
- Најбољи играни филм: Poison
- Најбољи документарни филм: Paris Is Burning
- Најбољи кратки филм: Relax

### 1992.
- Најбољи играни филм: Together Alone
- Најбољи документарни филм: Voices from the Front
- Најбољи кратки филм: Caught Looking

### 1993.
- Најбољи играни филм: Wittgenstein
- Најбољи документарни филм: Silverlake Life
- Најбољи кратки филм: P(l)ain Truth

### 1994.
- Најбољи играни филм: Go Fish
- Најбољи документарни филм: Coming Out Under Fire
- Најбољи кратки филм: Carmelita Tropicana

### 1995.
- Најбољи играни филм: The Last Supper
- Најбољи документарни филм: Complaints of a Dutiful Daughter
- Најбољи кратки филм: Trevor
- Награда жирија: Дупе од мрамора режија: Желимир Жилник

### 1996.
- Најбољи играни филм: The Watermelon Woman
- Најбољи документарни филм: The Celluloid Closet
- Најбољи документарни филм: I'll Be Your Mirror
- Најбољи кратки филм: Unbound
- Најбољи кратки филм: Alkali, Iowa

### 1997.
- Најбољи играни филм: All Over Me
- Најбољи документарни филм: Murder and Murder
- Најбољи кратки филм: Heroines of Love

### 1998.
- Најбољи играни филм: Hold You Tight
- Најбољи документарни филм: The Brandon Teena Story
- Најбољи кратки филм: Peppermills

### 1999.
- Најбољи играни филм: Show Me Love
- Најбољи документарни филм: The Man Who Drove With Mandela
- Најбољи кратки филм: Liu Awaiting Spring

### 2000.
- Најбољи играни филм: Water Drops on Burning Rocks
- Најбољи документарни филм: Paragraph 175
- Најбољи кратки филм: Hartes Brot

### 2001.
- Најбољи играни филм: Hedwig and the Angry Inch
- Најбољи документарни филм: Trembling Before G-d
- Најбољи кратки филм: Erè Mèla Mèla

### 2002.
- Најбољи играни филм: Walking on Water
- Најбољи документарни филм: Alt om min far
- Најбољи кратки филм: Celebration

### 2003.
- Најбољи играни филм: A Thousand Clouds of Peace
- Најбољи документарни филм: Talk Straight: The World of Rural Queers
- Најбољи кратки филм: Precious Moments

### 2004.[1]
- Најбољи играни филм: Wild Side
- Најбољи документарни филм: The Nomi Song
- Најбољи кратки филм: ¿Con qué la lavaré?

### 2005.
- Најбољи играни филм: A Year Without Love
- Најбољи документарни филм: Katzenball
- Најбољи кратки филм: The Intervention

### 2006.
- Најбољи играни филм: The Blossoming of Maximo Oliveros
- Најбољи документарни филм: Beyond Hatred
- Најбољи кратки филм: El día que morí

### 2007.
- Најбољи играни филм: Spider Lilies
- Најбољи документарни филм: A walk into the sea: Danny Williams and the Warhol factory

### 2008.
- Најбољи играни филм: The Amazing Truth about Queen Raquela
- Најбољи документарни филм: Football Under Cover
- Најбољи кратки филм: Ta

### 2009.
- Најбољи играни филм: Raging Sun, Raging Sky
- Најбољи документарни филм: Fig Trees
- Најбољи кратки филм: A Horse Is Not A Metaphor

### 2010.
- Најбољи играни филм: Клинци су у реду
- Најбољи документарни филм: The Mouth of the Wolf
- Најбољи кратки филм: The Feast Of Stephen

### 2011.
- Најбољи играни филм: Ausente
- Најбољи документарни филм: The Ballad of Genesis and Lady Jay
- Најбољи кратки филм: Generations

### 2012.
- Најбољи играни филм: Keep The Lights On
- Најбољи документарни филм: Call Me Kuchu
- Најбољи кратки филм: Loxoro
- Награда читалаца ЛГБТ часописа Siegessäule: филм Парада - режија Срђан Драгојевић

### 2013.
- Најбољи играни филм: In the Name of
- Најбољи документарни филм: Bambi
- Најбољи кратки филм: Undress Me

### 2014.
- Најбољи играни филм: The Way He Looks
- Најбољи документарни филм: The Circle
- Најбољи кратки филм: Mondial 2010

### 2015.
- Најбољи играни филм: Nasty Baby
- Најбољи документарни филм: El hombre nuevo
- Најбољи кратки филм: San Cristobal

### 2016.
- Најбољи играни филм: Tomcat
- Најбољи документарни филм: Kiki
- Најбољи кратки филм: Moms on Fire

### 2017.
- Најбољи играни филм: A Fantastic Woman
- Најбољи документарни филм: Small Talk
- Најбољи кратки филм: My Gay Sister

### 2018.
- Најбољи играни филм: Hard Paint
- Најбољи документарни филм: Tranny Fag
- Најбољи кратки филм: Three Centimetres (Generation)